# Herb gminy Wądroże Wielkie
Herb gminy Wądroże Wielkie – jeden z symboli gminy Wądroże Wielkie.

## Wygląd i symbolika
Herb przedstawia na tarczy w polu zielonym złoty portal romański (pochodzący z kościoła w Wądrożu Wielkim). We wnętrzu portalu umieszczono orła czerwono-czarnego (herb księstwa świdnicko-jaworskiego) oraz czerwono-złotą mitrę książęcą, a na jego stopniach czerwony kobierzec ze złotym kłosem. Herb wielki gminy zawiera dodatkowo dwa trzymacze – dwa jednorożce z rybimi ogonami (z herbu Niemptsch) oraz złotą wstęgę z zieloną nazwę gminy. Zielone pole symbolizuje rolnictwo gminy, portal nawiązuje do historii gminy, a portal i godło do historii terenów gminy. 